# ターディス

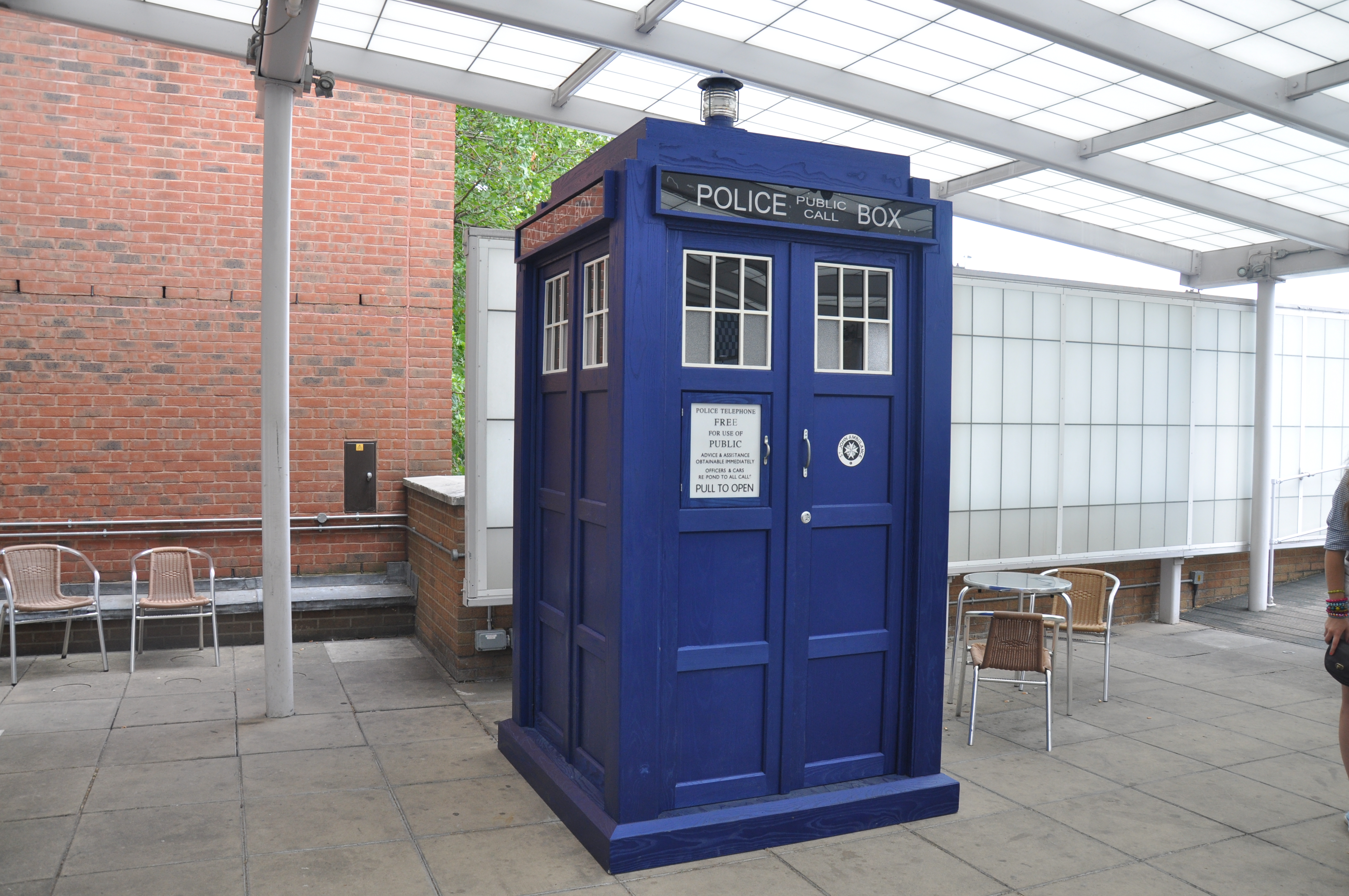
2010年以降のドクターのターディス。セント・ションのマークがついている

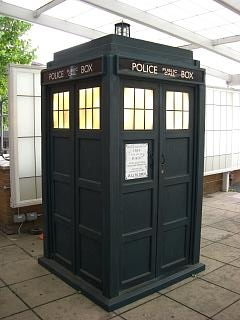
2005年から2010年までのドクターのターディス。セント・ションのマークがついていない

ターディス（TARDIS）は、イギリスBBC制作のSFドラマシリーズ『ドクター・フー』に登場する次元超越時空移動装置（次元超越とは、外側より内側が大きいという意味）である。
ターディスという名称は「Time And Relative Dimension In Space」の略であり、日本語で表すならば「宇宙内の時間と相対的な次元（を移動する装置）」となる。すなわち、俗に言うタイムマシンである。その名の通り基本的にどの時代・どの場所にも行けるが、ドクターのターディスはしばしば設定したものとは異なる時代・場所へ到着することもある。
稀にタルディスとも呼称される。

## 機能や特徴
本来は6人で操縦するのが理想的であり、非常用酸素マスクは6つ、制御盤も6面である。レバーやダイヤルなどアナログなスイッチで操作しているが、ターディス自身で移動する、ドクターのテレパシーやソニックドライバーで外側から操作するといったことも可能である。
ドクターによればターディスは生き物であるため、タイムロードといえど作る事はできず、「育て」なければならない。一度死んだターディスの残骸を集めて即席のターディスを作ったことがあるが、その際も別の生きたターディスからエネルギーの注入を必要とした。ターディス自身が意思を持っており、それぞれの時代にキーワードを残すこともある。キーワードは、会社の名前や落書き、或いは単なる言葉として各時代に残すことがある。
宇宙の歴史を超越した存在やドクターの死を運命づける場所など、ターディス自身が危険を感じるとその時代・場所に着陸する事を嫌がり、機嫌が悪くなることもある。到着を拒否してシャットダウンすることもあった。
時空間の裂け目の跡などから漏れ出すエネルギーが燃料であり、ドクターは時空間の裂け目が存在するカーディフで時折燃料を補給する。シリーズ1「悲しきスリジーン」では裂け目が綻び程度まで閉じられていたため補給に1日を要したが、同エピソードにおいてスリジーンが裂け目を開放したため、それ以降では数秒での補給が可能となっている。なお、パラレルワールドにおけるエネルギーは燃料になり得ない。
ドアには鍵がかけられており、並大抵の攻撃では壊される事はない。ターディス本体も頑丈にできており、惑星が丸く見えるほどの高さから自由落下し大気圏に突入、墜落してもガラスにヒビが入る程度の損傷しかなかった。また修復機能を持ち、宇宙船タイタニックと衝突した際には貫かれた壁を数秒で復元した。

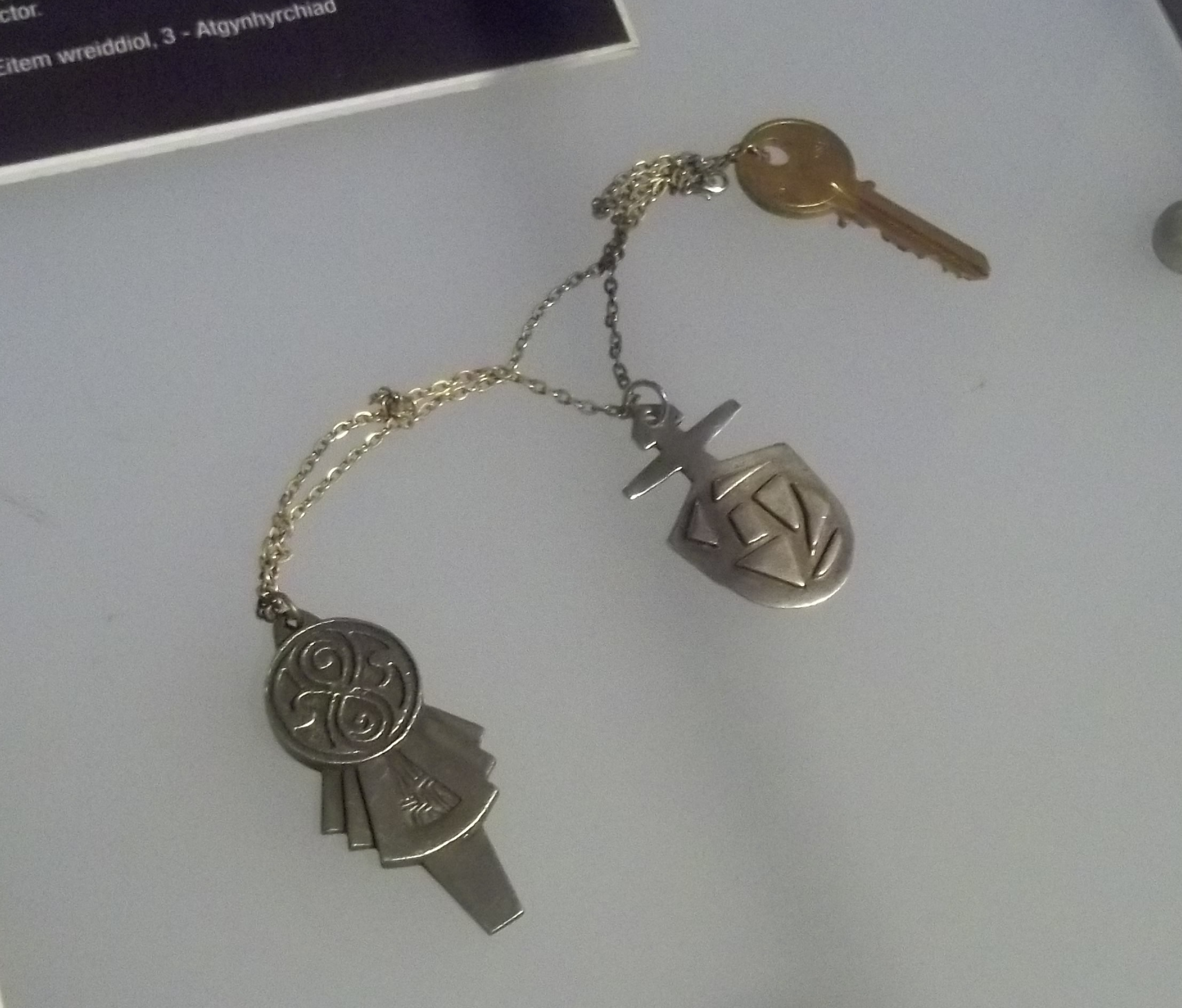
ターディスの鍵

ターディスのキーはターディスと繋がりを持っていると、熱くなり発光するという特徴がある。鍵にはターディスを遠隔操作し呼び出す性質があり、9代目ドクターと11代目ドクターがこれを使ってターディスを呼び出している。ドアは鍵を持っている人物にしか開けられないが、第4シリーズ9話「影の森」でドクターのフィンガースナップでも開けられることが判明した。以降、11代目ドクターやクララはフィンガースナップでドアを開閉している。
他の宇宙船と比べても非常に性能は高く、ブラックホールの重力圏から抜け出すことも容易である。また、メデューサ・カスケードと呼ばれる異空間から地球を牽引し元の場所へ戻したこともある。
時間移動の機能はターディスの表面に触れていることでも働き、シリーズ3「ユートピア」でジャック・ハーネスが、2013年クリスマススペシャル「ドクターの時」でクララがターディスにしがみついて移動している。ただしこの移動は危険が伴い、ジャックは惑星マルカサイロに到着しドクターらが出てきた時には既に死亡していた。シリーズ5「ゴッホとドクター」でターディスを覆っていた貼り紙も時空移動の影響か、2010年に到着した時に燃えていた。ターディスがフォースフィールドを調節することでターディス表面でも安全に時空移動ができる。

### ボルテックス・エネルギー
ターディスは時空を旅する機械だけに留まらず、独自の心を持ち生きているといえる。その生命エネルギーが「ボルテックス・エネルギー」である。ターディスのハッチを開き核心を開放、中を覗き込むことでターディスも覗き込んだ者の心へ入り込みターディスの魂とコンタクトすることが可能。ターディスの魂とコンタクトしたものはタイムロードと同じように「宇宙の全て」を見ることができる。
ボルテックス・エネルギーは生命を生き返らせた上に無限の命を与えるほどの力を持つ。また皇帝率いる50万体のダーレク艦隊や、ポケット宇宙を支えていた惑星生物ハウスまでも十数秒で消滅させることができる。ハウスはこの莫大な力を警戒し、ターディスを捕食する際はその魂を別の生物に転送して追い出してからエネルギーを味わうようにしている。

### カメレオン回路
ターディスの外の環境に合わせて目立たないようにするためターディスの外観を自由に変更する機能。操縦者はこれを特定の形に変えるようプログラムすることもでき、そうしなかった場合はターディス自身が形を決定する。ドクターのターディスはこの回路がポリスボックスの姿で壊れたため、それ以降ポリスボックスの姿を保っている。修理も可能だが、ドクター自身ポリスボックスの形状を気に入っているため直す気はない。ただし、6代目ドクターの時に一度だけ修理して使用している。

### 自動翻訳機能
宇宙のあらゆる言語をそれに乗る者の言語に翻訳できる。従ってドクターやターディスの近くにいる人間はエイリアンとごく普通に話すことが可能。ただ極端に古い言語になると、翻訳できないこともある。ドクターも回路の一部であるため、ドクターが再生中の時や昏睡状態の時には自動翻訳機能が動作しない。

### 緊急プログラム1
ターディスに触れることで計り知れない被害がもたらされると思われる敵と遭遇した際、コンパニオンらを別の時代に転送して保護し、ターディス自体は機能を停止して時空移動を不能にするというプログラムが働く。これは緊急プログラム1と呼ばれ、ドクターが死を覚悟した際に使用するものである。シリーズ1「分かれ道」でダーレク艦隊と遭遇した際に使用され、ローズ・タイラーが21世紀に送り返された。シリーズ4「静寂の図書館」においてもヴァシュタ・ナラーダからドナ・ノーブルを逃がすために使用が検討され、この時は未遂に終わっている。2013年クリスマススペシャル「ドクターの時」でも緊急プログラム1に類似したシステムが作動し、クララ・オズワルドが21世紀に戻されることとなった。
緊急プログラム1が施行された後も、ターディスの心臓部を開放して心をリンクさせることで解除が可能となる。

## 内装
タイムロード族が持つ次元工学技術を利用して設計されているため、外見よりも中が広くなっている。居住スペース、図書館、温室、プール、クローゼット、バスルーム、ランドリー、貯蔵スペース、スカッシュコートなどがある。ドクターの寝室は映されたことがないが、コンパニオンの部屋は何度か作中に登場した。
操縦用のコンソールは元々区切られた部屋にあったが、新シリーズより入り口から最も近い柱に囲まれたスペースとなった。また円形の階層で構成され、各階を螺旋階段で繋ぐ内装に変わった。
ターディスの意思で内部の構造を変化させることができ、危険人物が侵入した際には通路に突然壁を出現させたり、直進していたはずが違う方向から同じ場所に戻ったりという手法で侵入者を内部に確保する。コンソールのある空間が最も安全らしく、緊急時にはコンソールルームをコピーしてターディス中に存在させ乗組員の安全を確保する。

### コンソール
薄型モニターや、緊急プログラム用のホログラム再生装置、その他様々な解析装置などがある。特定の条件で起動するプログラムをセットでき、シリーズ1「わかれ道」ではこの機能を使いローズにメッセージを残している。
宇宙に綻びがある場合、超新星爆発などの外部エネルギー源を用いればパラレルワールドの人物とホログラムでコンタクトを取ることも可能になっている。10代目ドクターの発言によれば自爆スイッチなどもあるようだが、実際に存在するかは不明である。シリーズ7「ターディス中心への旅」にて、11代目ドクターは自爆システムは存在しないと発言しており、作中で登場した爆破のカウントダウンも嘘であった。
またドクターが再生する際、ドクターから放出された再生エネルギーによってコンソールが破壊されることがあり、10代目ドクターが11代目ドクターに再生した直後や、12代目ドクターが13代目ドクターに再生した後、自己修復機能によってコンソールのレイアウトが大きく変化している。
なお古いコンソールもアーカイブに記録されており、ハウスにターディスを制圧された際はハウスも存在を知らない9代目時代のコンソールを利用した。それと関係しているのかは不明だが、異なる時代のドクターが乗った際にはそのドクターの好みに合わせようとする。

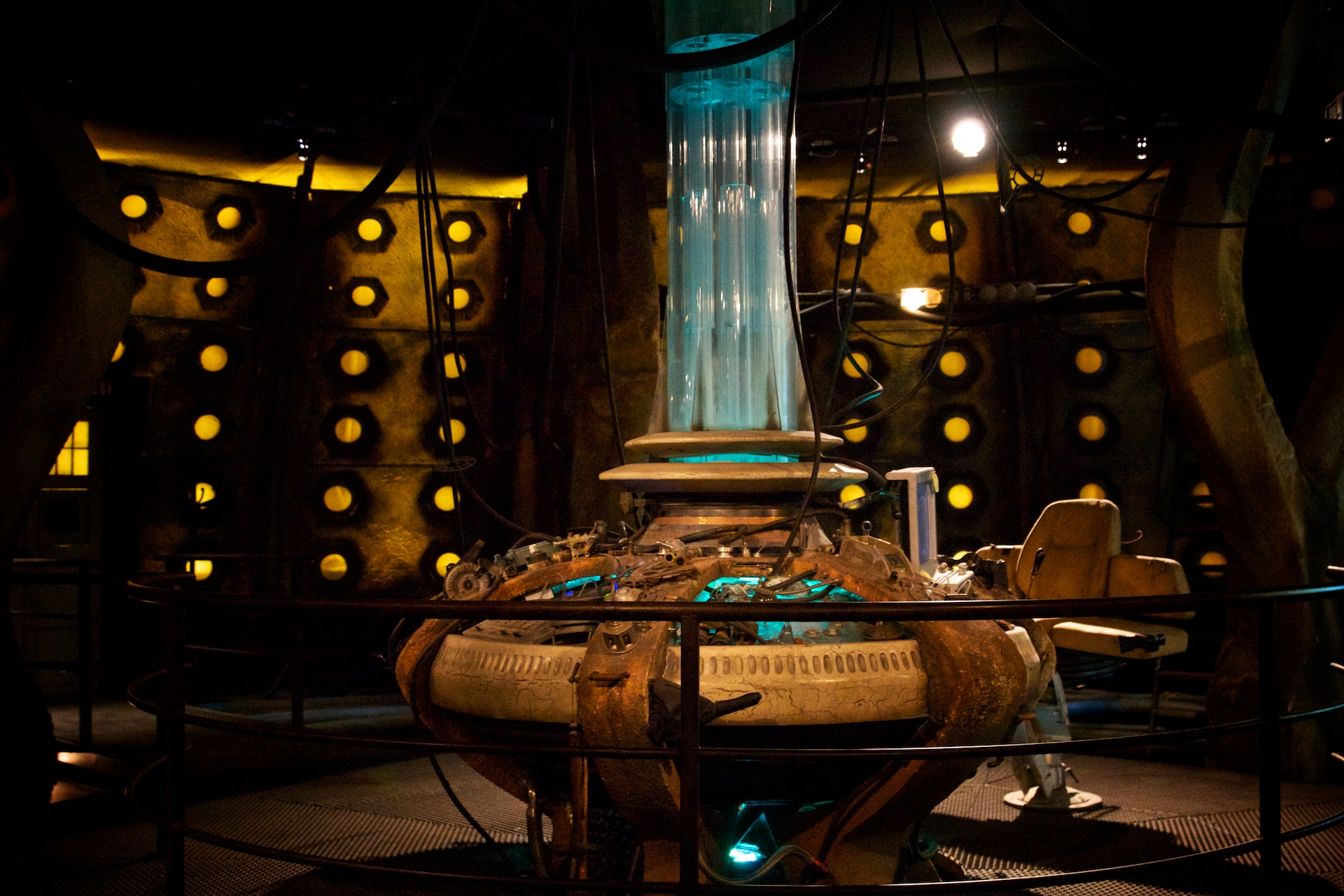
9・10代目ドクターのコンソール
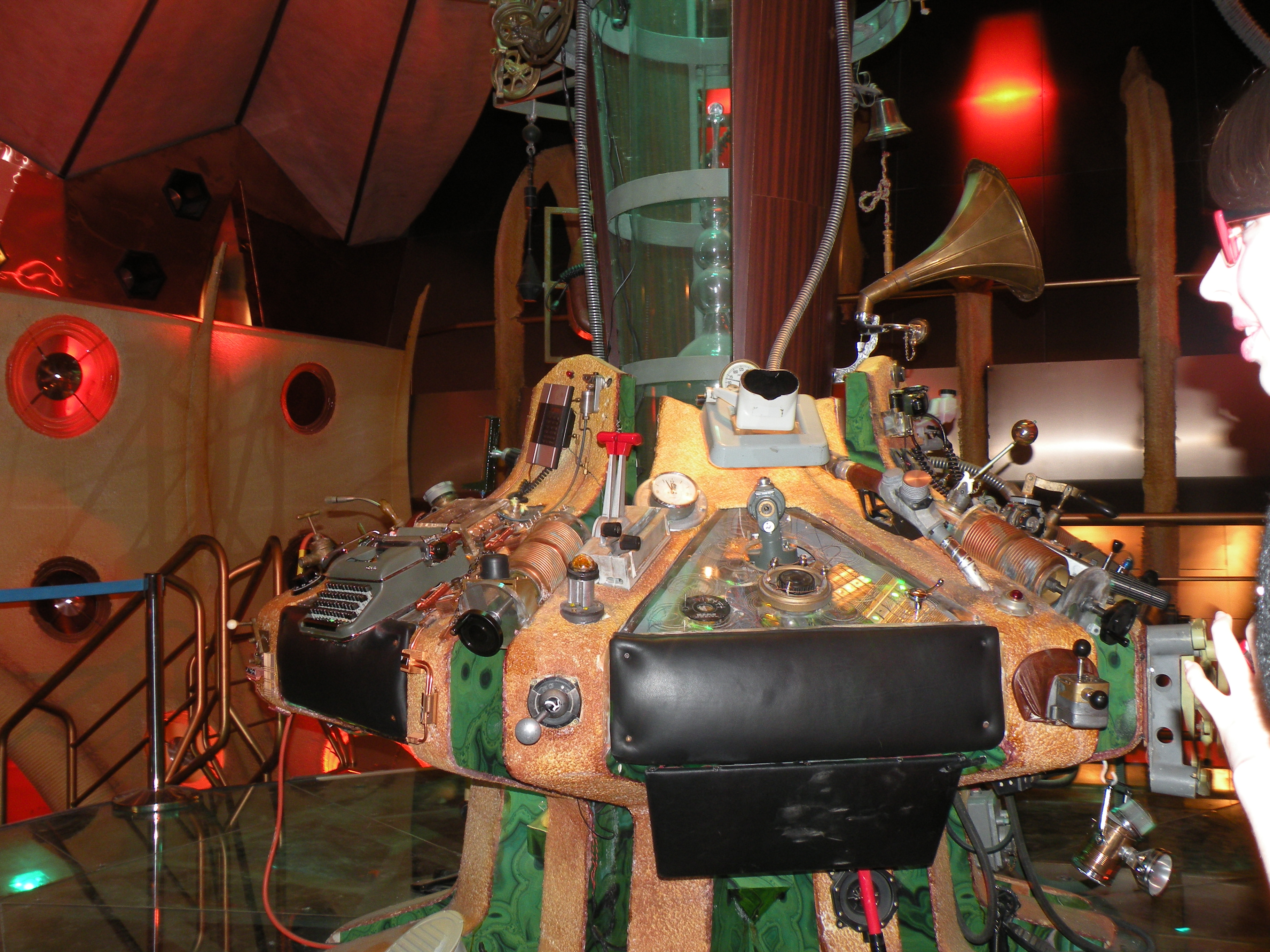
11代目ドクターのコンソール（エイミー）
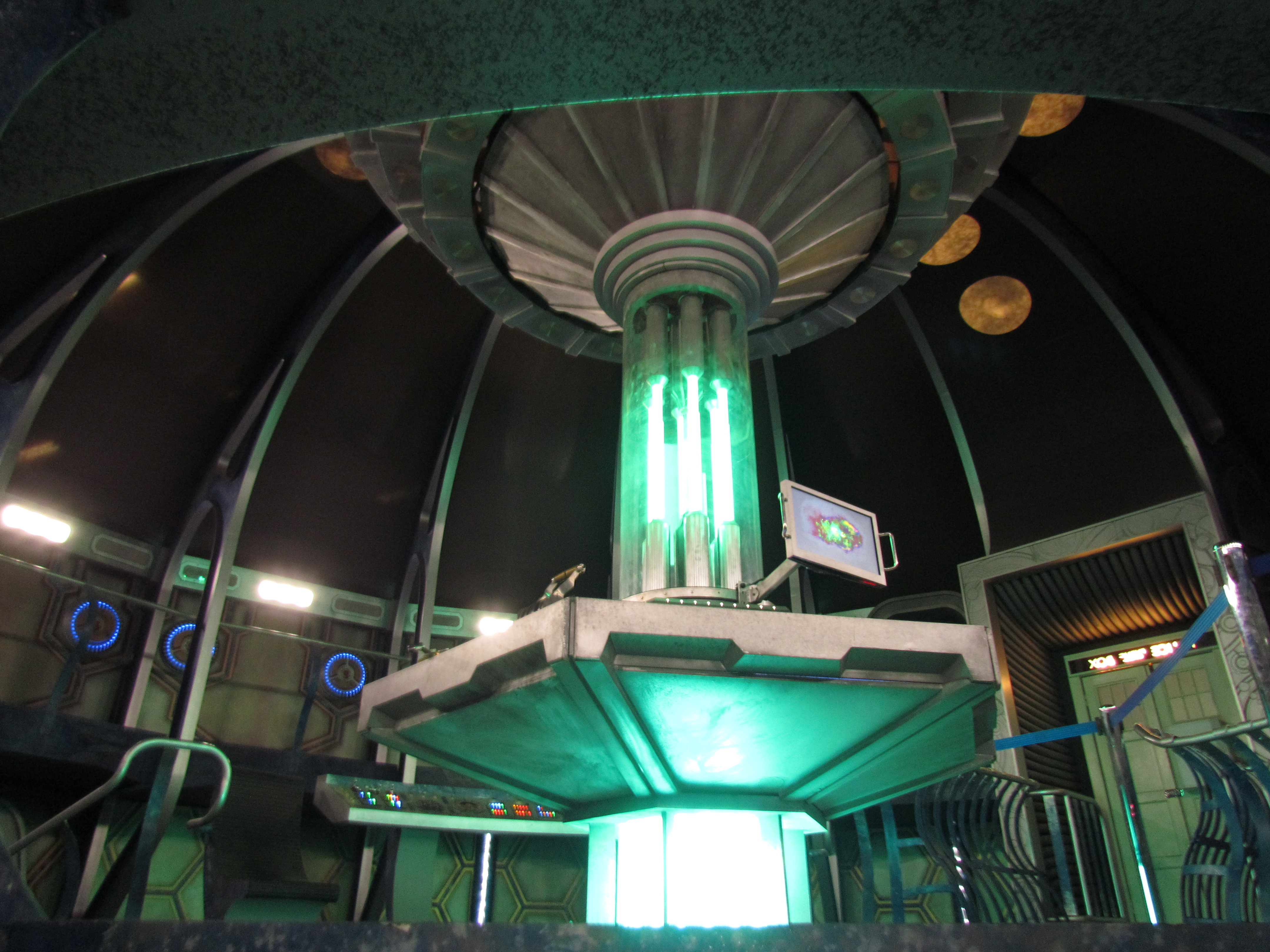
11代目ドクターのコンソール（クララ）
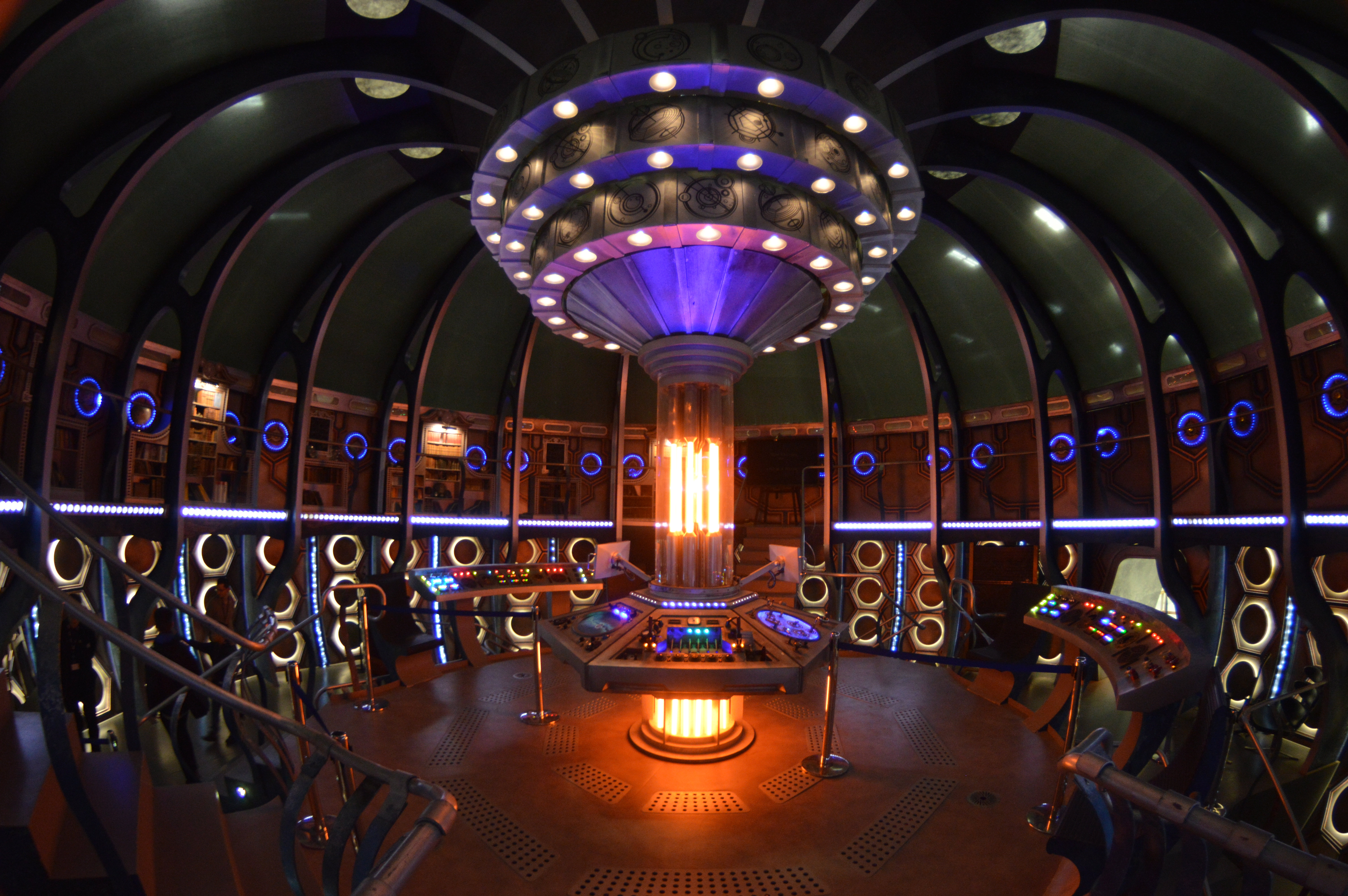
12代目ドクターのコンソール

### クローゼット
あらゆる時代のファッションが収納されている。ドクターは基本的にいつも同じ服装だが、再生の度にその容姿に合った服装を選んでいる様子。

## ターディスの種類
ターディスには幾つかの種類があり、歩くヒューマノイド型のターディスや、近くから見ても見分けのつかない感性や知能もあるターディス、軍用ターディスなど様々な機種が存在する。

### ドクターのターディス
ドクターが乗っているものは旧型の機種でタイプ40と呼ばれる。ドクターの発言によればタイムロードは絶滅しており、彼のターディスは現存する唯一のターディスである。シリーズ6「ハウスの罠」では他のターディスが多数登場するが、これらは全てハウスに捕食されたターディスの残骸であるため現存するとは言えない。他のターディスと区別するため、「船」「青い箱」「カプセル」「ポリスボックス」「セクシー」などと呼称される。
彼のターディスはギャリフレイにあるターディスの修理工場から初代ドクターが盗んだものである。このとき、クララ・オズワルドの分身体の1人が盗むターディスを変えるよう彼に指示している。
シリーズ1「悲しきスリジーン」では、マーガレット・スリジーンがターディスに破壊工作を仕掛けたことでその心臓部が開き、それを見つめたマーガレットが卵に戻ることとなった。さらに同シリーズ「わかれ道」ではローズ・タイラーが心臓部を故意に開いてターディスとリンクし、絶大な力を一時的に獲得、2001世紀へ移動してダーレク艦隊を戦艦ごと原子レベルで分解した。このときボルテックスエネルギーが彼女の肉体を破壊し始めたため、9代目ドクターがそのエネルギーを代わりに引き受けて再生した。
シリーズ2「鋼鉄の時代」でパラレルワールドに不時着した際にはターディスが死にかけたが、僅かに残っていたエネルギーに10代目ドクターが自分の命を10年分与えたことで復活した。
シリーズ3「ユートピア」では5代目マスターに盗まれる。そのまま彼は6代目マスターに再生、10代目ドクターが緊急措置として21世紀に行先をロックして追いかけるも、到着した時には既に「パラドックスマシン」に改造されていた。本来、固定された歴史を改変するとリーパーが出現して歴史の消毒を行うが、パラドックスマシンが起動しているとリーパーを出現させずに固定された歴史の改変を行うことができる。パラドックスマシンにより1年間マスターが人類を支配したが、マーサの努力の結果引き起こされたドクター側のクーデターの最中、ジャックがパラドックスマシンを銃で破壊し歴史は復元された。

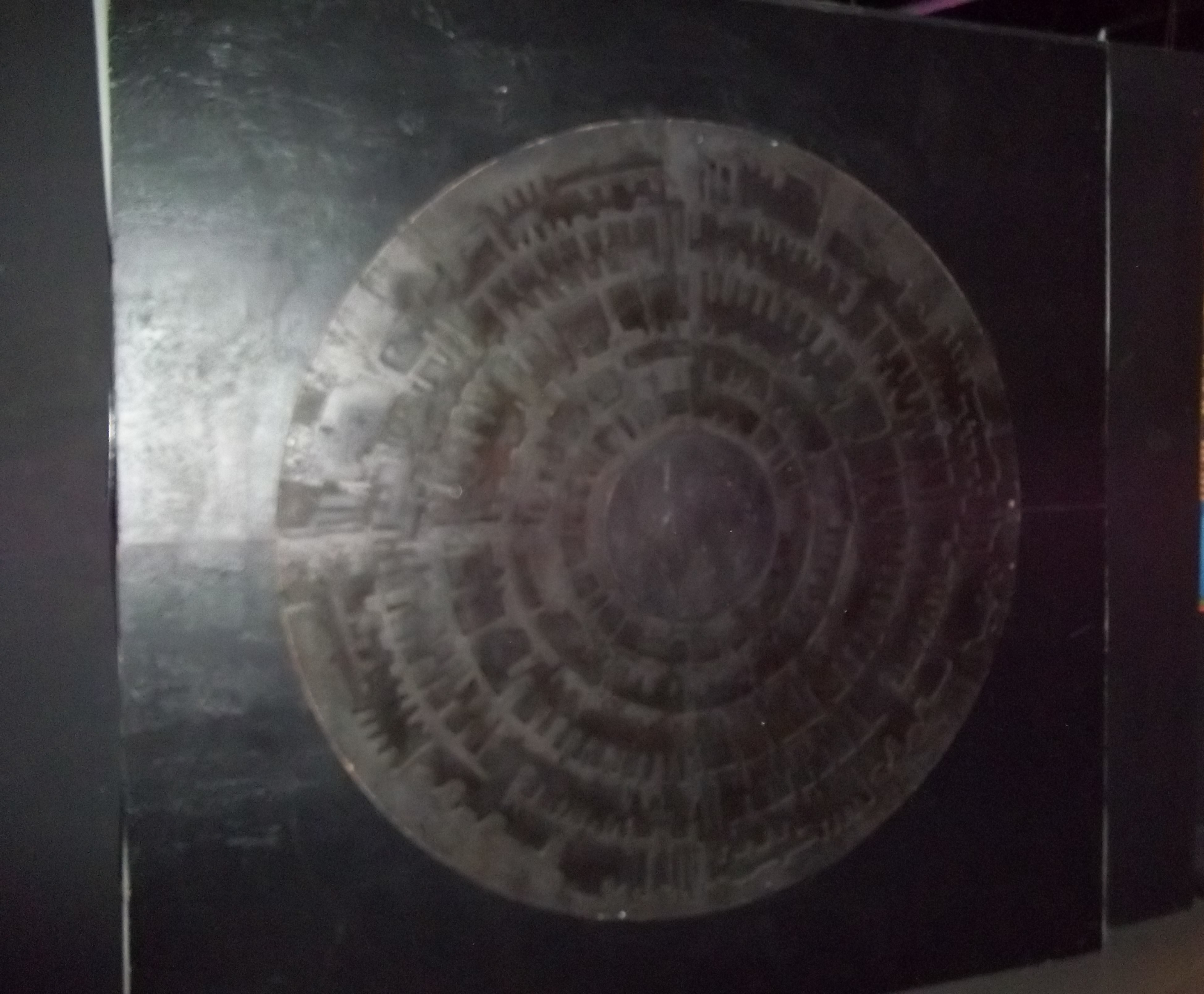
パンドリカ

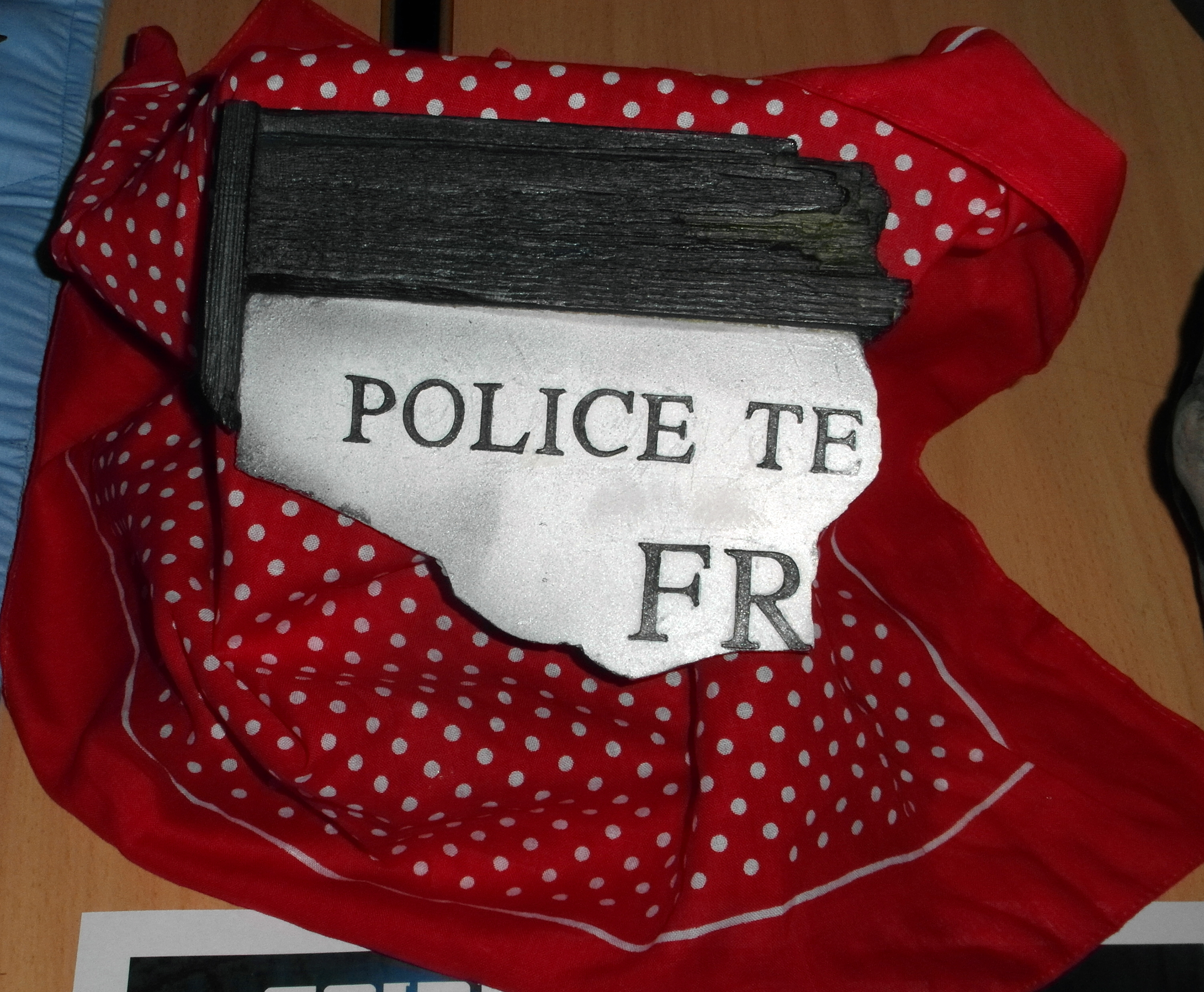
爆発したターディス片

シリーズ5「パンドリカが開く」において、タイム・ウォーの再発を防ぐため、ドクターの制御下からターディスが完全に離れた隙を狙いマダム・コヴァリアン率いるコヴァリアン修道院が爆破。結果、地球以外の全ての星が消滅し歴史が崩壊を始め、全宇宙の全歴史に裂け目を刻むこととなった。この間、ターディスは爆発による炎上で太陽となり、地球を照らし続けた。ドクターは牢獄パンドリカの復元エネルギーをターディスのエネルギーで増幅し、宇宙に存在するすべての原子を復元して宇宙を修復した。
シリーズ6「ドクターの戦争」では、ターディス内で受精し発生したメロディー・ポンドのDNAにタイムロードのDNAが混ざっていることが発覚した。これはターディスの影響であるとされる。また同シリーズ「ハウスの罠」ではイドリスという女性の体にターディスの魂が移され、魂を失ったターディスをハウスが捕食しようとした。ドクターは他のターディスの残骸から枠組みを作り、既存のターディスのエネルギーを注いで新たなターディスを創り上げ、乗っ取られたターディスの奪還に動いた。
シリーズ7「ドクターの名前」では惑星トレンザロアで未来のターディスそのものがドクターの墓となっていることが判明した。この墓の中にはドクターの遺体はなく、代わりに彼が生きてきたタイムラインが保管されている。この惑星に着陸する際、ターディスはそれを拒否してシャットダウンした。

## タイムパラドックス
ターディスはタイムマシンのため、当然タイムパラドックスも生じる可能性がある。同一人物が同じ時に同じ空間に本来存在してはいけないため、違う時代の自分自身と関わるとバクテリア的存在であるリーパーが出現し、時空間の傷を消毒するために全てを消し去ろうとしてしまう。以前はタイムロードが制止していたため安全だったが、タイムロード亡き今は非常に危険であり、リーパーが現れるとドクターですら対処しようがない。ターディスで移動してきた自分自身に見られるだけでも非常に危険な行為で、過去の自分に直接触れることでもあれば、リーパーはさらに力を増して襲ってくる。
また、タイムパラドックス発生時にはターディスが普通のポリスボックスになってしまうなどの現象も起きる。このタイムパラドックスを修正するには、ターディスを鍵で呼び出し時を修正するか、変えてしまった出来事を元通り修正するしかない。ターディスを呼び出した場合には、改変した出来事は変わったまま存在する。なお、前述の通りターディスをパラドックスマシンに改造することによってリーパーの出現を抑えての歴史改変が可能となる。
ただしシリーズ7「マンハッタン占領」ではエイミー・ポンドとローリー・ウィリアムズがパラドックスを起こして嘆きの天使から脱出するという展開があり、この際リーパーはなぜか出現していない。
タイムロードについては過去の自分自身と出会ってもリーパーが出現するような事態には至らない。しかし危険な状態ではあるため、過去の自分が未来の自分と出会った場合、より未来に位置する自分だけ記憶が残る。ただし、ターディス内の出来事であれば過去の自分自身の記憶も残る。また、過去の自分自身と触れるとリーパーが登場する場合がある。
10代目ドクター曰く時間は「グラグラしたフニャフニャしたもの」(Wibbly Wobbly Timey Wimey)であり、様々な出来事が互いに影響しあっているという。なので時間の改変を行っても、未来への大きな影響は行われない。

## 制限
シリーズ1「わかれ道」におけるドクターの発言によれば、ターディスを利用して時間移動した場合、その時間軸に縛られてしまうという。具体的には、時間移動後に不都合があった場合1週間前に戻り警告するなどといった事はできない。ただしシリーズ1「父の思い出」では、時間軸に縛られている中、その時間軸の数時間前に戻りターディスで移動してきた自分自身等と関わってしまうというシーンがある。これを考えると、再度のタイムトラベルは不可能ではないがタイムパラドックスが発生するなどのリスクが高いため、行うべきではないという事かも知れない。
また1938年のマンハッタンは時空間が不安定であるらしくそのままでは着陸不能であった。また、ロンドン塔に本部を置くUNITのブラックアーカイブは異星人の技術を用いターディスをブロックしている。